# Pin (Haute-Saône)
Pour les articles homonymes, voir Pin.
Pin est une commune française située dans le département de la Haute-Saône, en région Bourgogne-Franche-Comté. Elle fait partie de la région culturelle et historique de Franche-Comté et de la communauté de communes du Val Marnaysien.
Située sur la rive droite de l'Ognon, elle formait jusqu'à la Révolution française, avec la commune d'Émagny située sur l'autre rive, une seule paroisse nommée Pin l'Émagny. En 2022, sa population s'élève à 731 habitants.
Son patrimoine se compose de deux châteaux, d'une quinzaine de fontaines, lavoirs et abreuvoirs, d'une église à clocher comtois et de nombreuses demeures de caractère. La commune s'est vu attribuer en 2023 le label Cités de Caractère de Bourgogne-Franche-Comté.

## Géographie

### Situation
La commune de Pin est située en région Bourgogne-Franche-Comté, dans le sud du département de la Haute-Saône. Son territoire est limitrophe du département du  Doubs dont elle est séparée par l'Ognon. Les grandes villes les plus proches sont Besançon, située à 15 km à vol d'oiseau vers le sud-est, et Dijon, préfecture de région, située à 62 km en direction de l'ouest. Paris, la capitale nationale, se trouve à 410 km au nord-ouest et Vesoul, préfecture du département de la Haute-Saône, se trouve à 40 km au nord-est.
Depuis la Révolution française et la départementalisation, la rivière Ognon sépare administrativement les deux départements franc-comtois du Doubs et de Haute-Saône. L'ancienne commune de Pin-l'Émagny s'est donc vue scinder en deux parties, au nord de l'Ognon, Pin (Haute-Saône) et au sud Émagny (Doubs). Émagny se retrouve donc sans église, qui se trouve désormais sur la commune de Pin. Les liens attachant les deux communes limitrophes sont restés toutefois assez forts dans la population et l'on nomme encore maintenant parfois l'agglomération « Pin-l'Émagny ».
Le territoire communal est limitrophe de sept autres communes. Les limites communales de Pin sont délimitées, dans le « sens des aiguilles d'une montre », par le bourg d'Autoreille, situé à 6,8 km du centre du village en direction du nord-nord-ouest ; par la commune de Gézier-et-Fontenelay, localisée à 4,7 km en direction du nord-nord-est ; par le village de Vregille, situé à 2 km en direction de l'est ; par celui de Moncley, localisé à 2,5 km en direction du sud-est et celui d'Émagny, le plus proche de Pin à 1,2 km au sud ; par la commune de Beaumotte-lès-Pin, situé à 2,6 km en direction de l'ouest ; et enfin par celle de Courcuire, localisée à 4 km en direction du nord-ouest. Toutes les distances en kilomètres sont exprimées « à vol d'oiseau » de chef-lieu communal à chef-lieu communal.
| Courcuire                   | Autoreille     | Gézier-et-Fontenelay |
| Courcuire Beaumotte-lès-Pin | Pin            | Vregille             |
| Beaumotte-lès-Pin           | Émagny (Doubs) | Moncley (Doubs)      |

### Géologie et relief

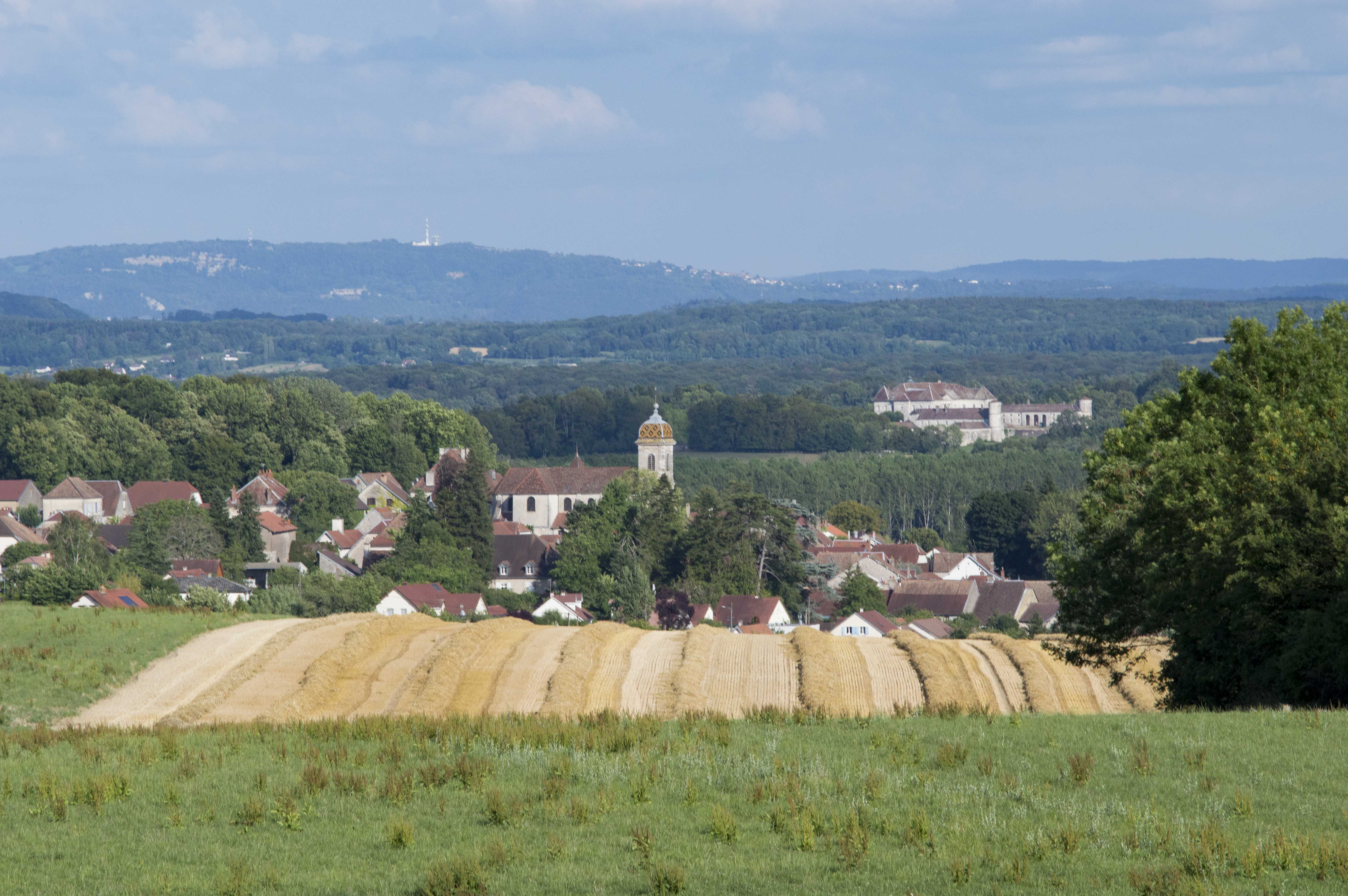
Vue panoramique sur le village de Pin.

D'une superficie de 1 404 hectares, le territoire communal se situe entre la basse vallée de l'Ognon au sud et les monts de Gy au nord, L'altitude la plus élevée de la commune de Pin (368 mètres) est mesurée à l'extrême nord de son territoire, sur la limite avec la commune d'Autoreille. L'altitude minimale est de 203 mètres à l'endroit où l'Ognon quitte le territoire communal. Le village-centre a quant à lui une altitude comprise entre 210  et   240 mètres.

### Hydrographie
La commune fait partie du bassin versant de l'Ognon, rivière de 214 km qui est le deuxième affluent le plus important de la Saône après le Doubs. Elle borde le territoire communal sur 3 km au sud, marquant la délimitation entre Pin et le département du Doubs, plus précisément les communes d'Émagny, reliée par un pont, et de Moncley.
À l'est de la commune coule le ruisseau de Poussot, d'une longueur totale de 8 km. Prenant sa source dans la commune de Montboillon, il traverse le territoire de Pin du nord au sud sur plus de 4 km, marquant en partie la limite avec les communes de Gézier-et-Fontenelay et de Vregille.
Le ruisseau de la Fontaine prend sa source dans le village et parcourt 1,5 km avant de se jeter dans l'Ognon. Il est enjambé par un ancien pont ferroviaire, rénové entre 2018 et 2020 pour y faire passer une liaison de mobilités douces.

### Climat
Pour des articles plus généraux, voir Climat de la Bourgogne-Franche-Comté et Climat de la Haute-Saône.
En 2010, le climat de la commune est de type climat des marges montargnardes, selon une étude du Centre national de la recherche scientifique s'appuyant sur une série de données couvrant la période 1971-2000. En 2020, Météo-France publie une typologie des climats de la France métropolitaine dans laquelle la commune est exposée à un climat semi-continental et est dans une zone de transition entre les régions climatiques « Lorraine, plateau de Langres, Morvan » et « Jura ».
Pour la période 1971-2000, la température annuelle moyenne est de 10,5 °C, avec une amplitude thermique annuelle de 17,5 °C. Le cumul annuel moyen de précipitations est de 1 043 mm, avec 12,1 jours de précipitations en janvier et 9 jours en juillet. Pour la période 1991-2020, la température moyenne annuelle observée sur la station météorologique de Météo-France la plus proche, « Bucey-lès-Gy », sur la commune de Bucey-lès-Gy à 11 km à vol d'oiseau, est de 11,6 °C et le cumul annuel moyen de précipitations est de 1 032,6 mm. 
La température maximale relevée sur cette station est de 41,5 °C, atteinte le 8 août 2003 ; la température minimale est de −23 °C, atteinte le 2 janvier 1971,,.
Les paramètres climatiques de la commune ont été estimés pour le milieu du siècle (2041-2070) selon différents scénarios d'émission de gaz à effet de serre à partir des nouvelles projections climatiques de référence DRIAS-2020. Ils sont consultables sur un site dédié publié par Météo-France en novembre 2022.

### Milieux naturels et biodiversité
Près de la moitié de la surface de la commune est couverte de forêts, occupant 621,81 ha.

## Urbanisme

### Typologie
Au 1er janvier 2024, Pin est catégorisée bourg rural, selon la nouvelle grille communale de densité à sept niveaux définie par l'Insee en 2022.
Elle est située hors unité urbaine. Par ailleurs la commune fait partie de l'aire d'attraction de Besançon, dont elle est une commune de la couronne,. Cette aire, qui regroupe 310 communes, est catégorisée dans les aires de 200 000 à moins de 700 000 habitants,.

### Occupation des sols
L'occupation des sols de la commune, telle qu'elle ressort de la base de données européenne d’occupation biophysique des sols Corine Land Cover (CLC), est marquée par l'importance des forêts et milieux semi-naturels (53,4 % en 2018), une proportion sensiblement équivalente à celle de 1990 (53,5 %). La répartition détaillée en 2018 est la suivante :
forêts (51,5 %), terres arables (30,3 %), zones agricoles hétérogènes (9,2 %), zones urbanisées (4,5 %), prairies (2,4 %), milieux à végétation arbustive et/ou herbacée (1,9 %), mines, décharges et chantiers (0,2 %). L'évolution de l’occupation des sols de la commune et de ses infrastructures peut être observée sur les différentes représentations cartographiques du territoire : la carte de Cassini (XVIIIe siècle), la carte d'état-major (1820-1866) et les cartes ou photos aériennes de l'IGN pour la période actuelle (1950 à aujourd'hui).

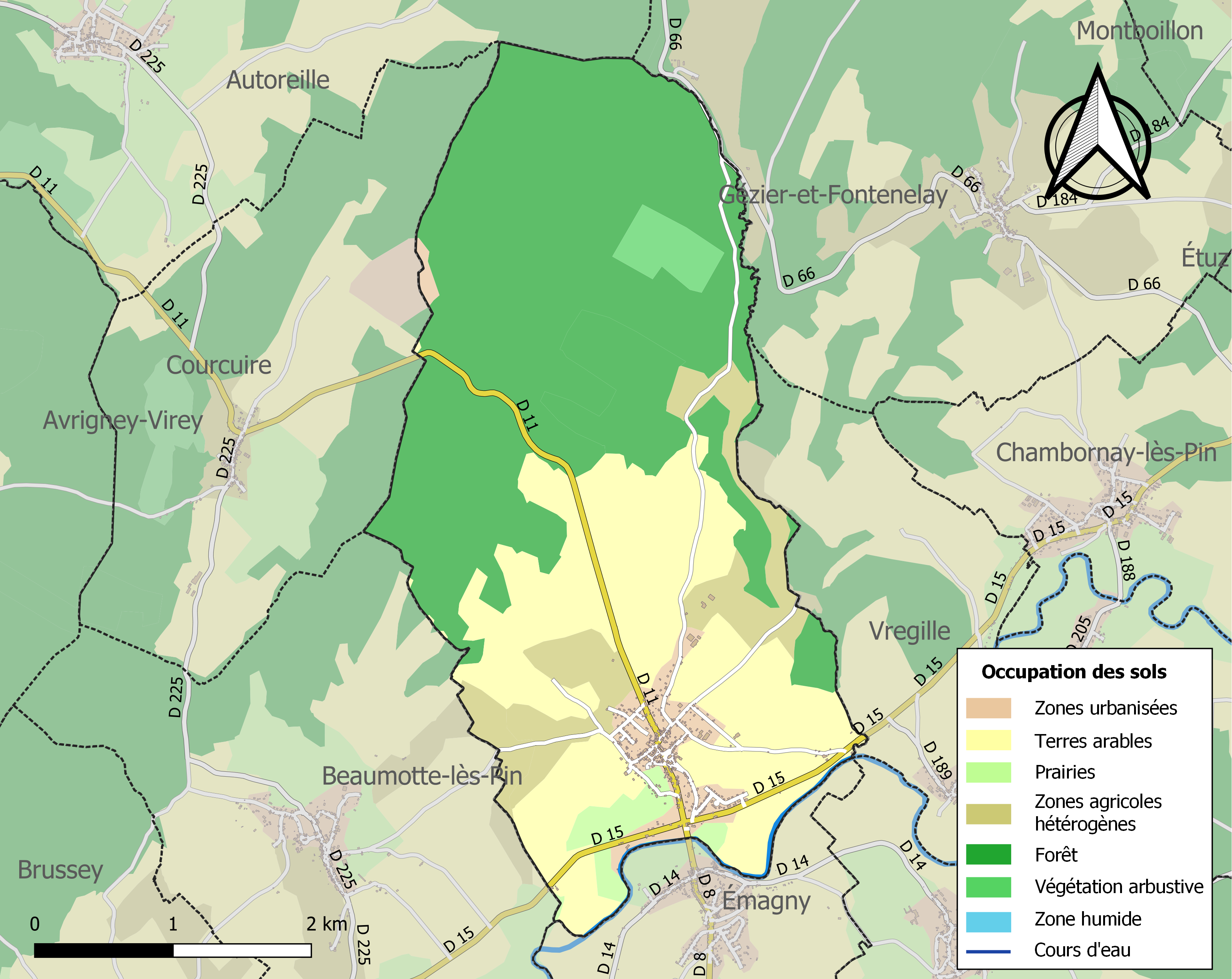
Carte des infrastructures et de l'occupation des sols de la commune en 2018 (CLC).

### Logement
Au recensement de 2020, la commune comptait 334 logements dont 284 étaient des résidences principales, 31 des logements vacants et 19 des résidences secondaires. Le nombre de logements situé dans des immeubles collectifs s'élève à 48 appartements, soit 14,3 % du total, et 284 maisons individuelles. Sur les 273 résidences principales construites avant 2018 que compte la commune, 78 (28,6 %) ont été achevées avant 1946, 97 (35,5 %) entre 1946 et 1990 et 98 (35,9 %) de 1991 à 2015.
L'ancienneté d'emménagement dans la résidence principale montre que sur les 710 habitants de la commune au recensement de 2020, 390 ont emménagé depuis 10 ans ou plus, 136 depuis 5 à 9 ans et 184 depuis moins de 5 ans.
| 1968 | 1975 | 1982 | 1990 | 1999 | 2009 | 2014 | 2020 |
| ---- | ---- | ---- | ---- | ---- | ---- | ---- | ---- |
| 180  | 173  | 199  | 227  | 251  | 312  | 317  | 334  |

### Transports et voies de communication

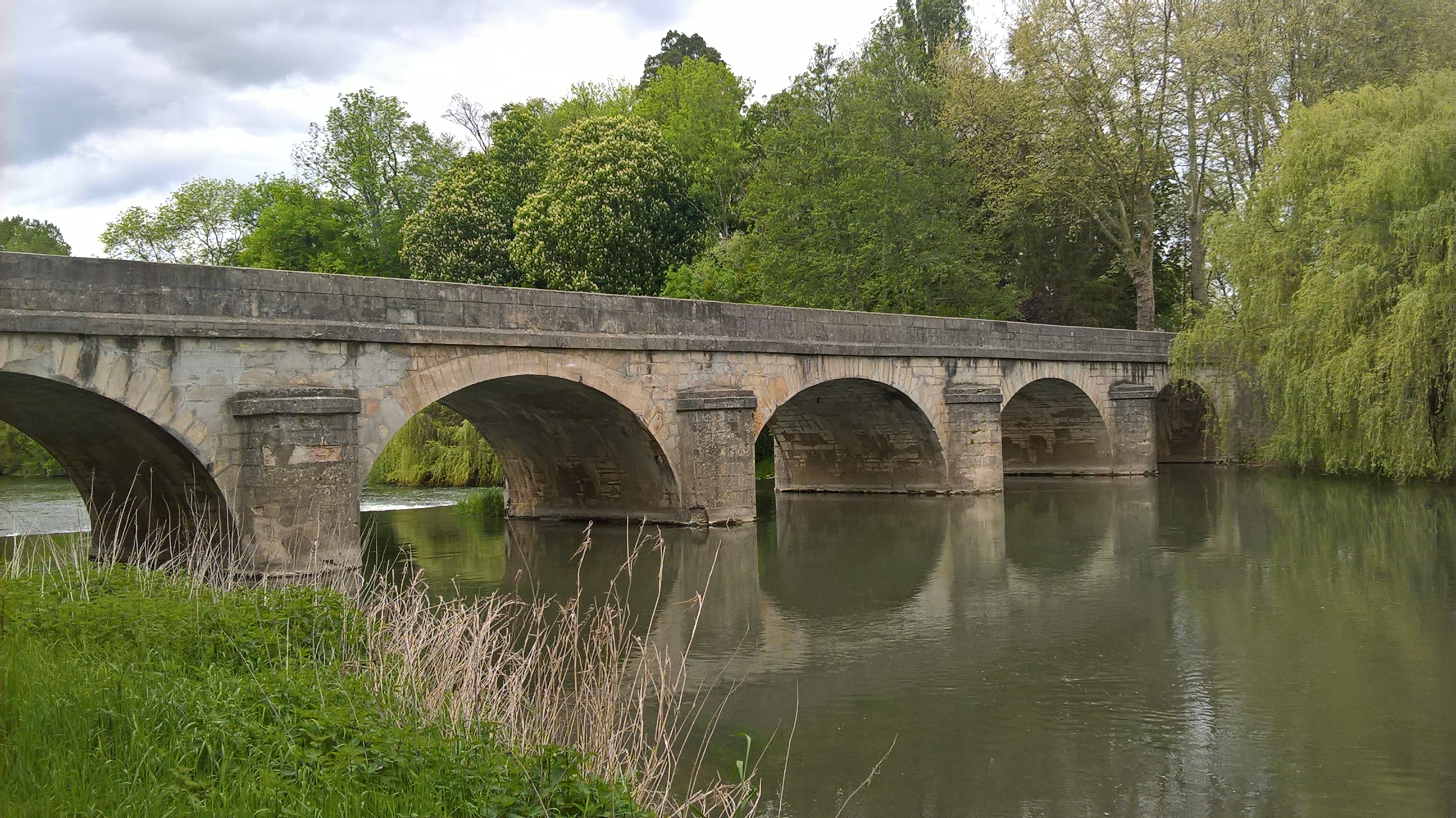
Le pont sur l'Ognon entre Pin et Émagny.

Pin est situé sur un carrefour routier : la route départementale 11, ancienne route de Besançon à Gray, traverse la commune selon un axe nord-sud sur 4,3 km et franchit l'Ognon par un pont en pierre. La route départementale 15, longue de 41 km, relie Chaumercenne à l'ouest et Rioz à l'est en suivant la vallée de l'Ognon. L'échangeur autoroutier le plus proche est situé à quatorze kilomètres au sud par la route, il s'agit de la sortie no 3 Besançon Planoise de l'A36 dite La Comtoise (Beaune-Mulhouse).
Des autocars du réseau interurbain de la Bourgogne-Franche-Comté Mobigo font une halte à Pin sur la ligne 612 Besançon - Gy, permettant notamment de rejoindre Besançon-Temis en 8 minutes.
La commune était autrefois traversée par la ligne de chemin de fer de Montagney à Miserey qui assurait la liaison entre Besançon et Gray, avec une halte dans la commune voisine d'Émagny. Cette voie déclassée a été transformée en un itinéraire pour mobilités douces (marche à pied, bicyclette) entre Marnay et Moncley. Les gares les plus proches sont désormais celles de Besançon Franche-Comté TGV (11 km) pour les liaisons nationales et internationales, et celles de Franois et de Besançon-Viotte situées à une vingtaine de kilomètres et desservies par des trains régionaux du réseau TER Bourgogne-Franche-Comté.

## Toponymie
Pinus en 1120, Pin en 1145, Pins en 1152, Pyns en 1258, Pin l’Émagny vers 1625.

## Histoire
En 1287, Pin se trouve sur les terres de Guillaume d'Apremont.
Le 25 juin 1477, près du village, l’armée française de Georges II de la Trémoille met en déroute l'armée comtoise d'Hugues de Châtel-Guyon, oncle du prince d'Orange.
En 1625, l'imprimeur Bisontin Toussaint Lange installe ses presses à Pin. Elles seront détruites au cours de la Guerre de Dix Ans.

## Politique et administration

Carte départementale représentant en rouge les communes de la communauté de communes du Val marnaysien de Haute-Saône et en marron celles du Doubs.

### Découpage territorial
La commune fait partie de l'arrondissement de Vesoul, du département de la Haute-Saône et de la région Bourgogne-Franche-Comté. Elle est membre de la communauté de communes du Val marnaysien créée en 2014 par fusion de la communauté de communes de la vallée de l'Ognon dont elle faisait partie préalablement et de la communauté de communes des Rives de l'Ognon. Cette structure intercommunale regroupe 45 communes pour une population de 14 363 habitants (en 2019).
Dans le cadre des élections départementales, Pin est depuis 1826 l'une des 50 communes composant le canton de Marnay. Elle dépend, pour les élections législatives, de la première circonscription de la Haute-Saône.

### Administration municipale

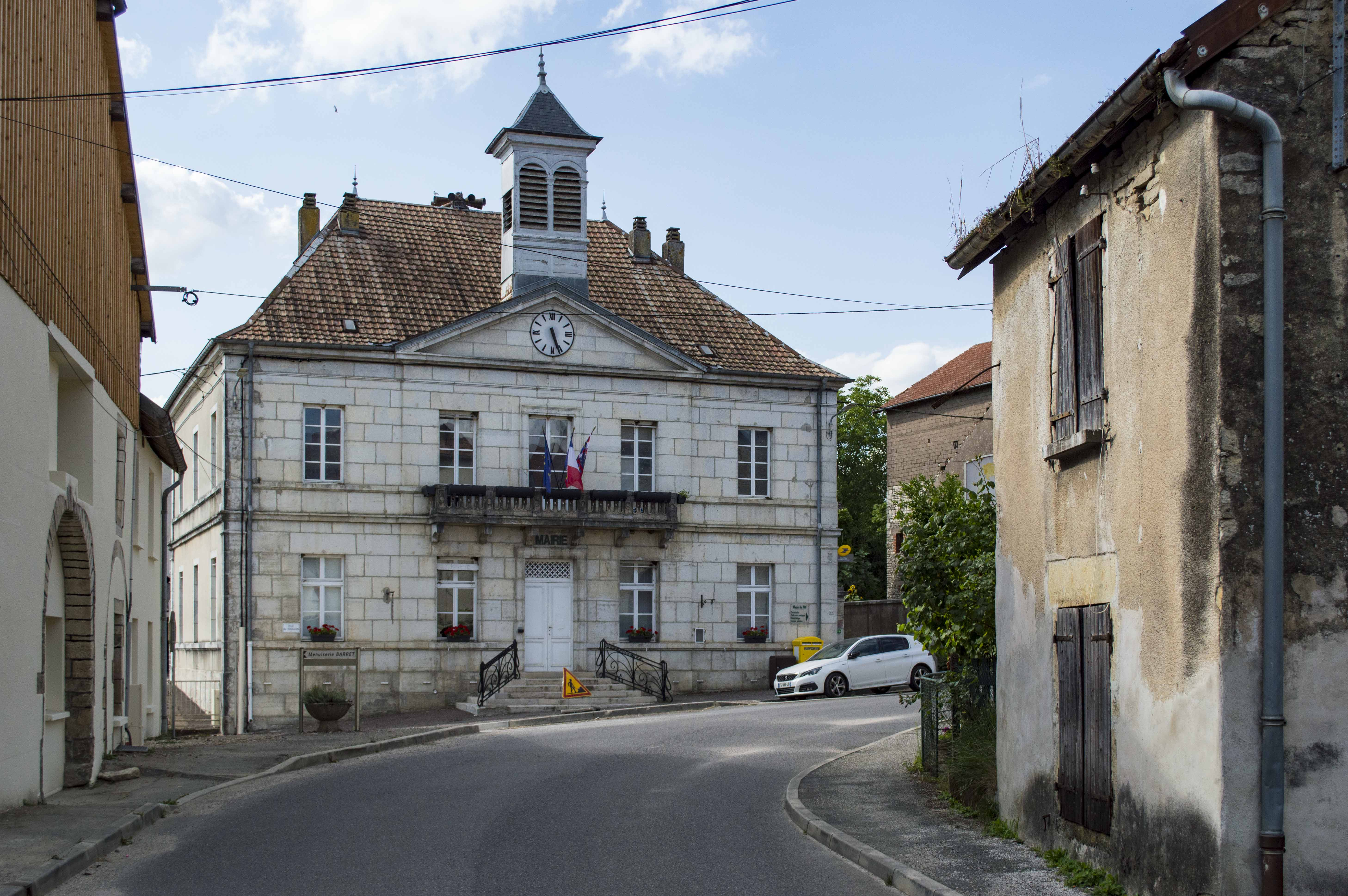
La mairie.

Comme toute commune dont la population est comprise entre 500 et 1499 habitants, le conseil municipal de Pin est actuellement composé de quinze membres. Il est élu au scrutin majoritaire plurinominal à deux tours avec candidatures isolées ou groupées et possibilité de panachage. Le maire actuel de la commune est Patrick Combeau, né en 1953, élu pour la première fois le 18 mai 2020. Le maire est secondé par quatre adjoints.
Dans les communes de moins de 1 000 habitants, les conseillers communautaires sont désignés parmi les conseillers municipaux élus en suivant l’ordre du tableau (maire, adjoints puis conseillers municipaux) et dans la limite du nombre de sièges attribués à la commune au sein du conseil communautaire. Deux sièges sont attribués à Pin au sein de la communauté de communes du Val marnaysien. Le maire Patrick Combeau et son deuxième adjoint Stéphane Voirin représentent ainsi la commune au sein du conseil communautaire.

#### Liste des maires
Le tableau suivant présente la liste des maires de Pin par ordre chronologique depuis 1935 :
| Période                                  | Période | Identité            | Étiquette | Qualité |
| ---------------------------------------- | ------- | ------------------- | --------- | ------- |
| Les données manquantes sont à compléter. |         |                     |           |         |
| 1935                                     | 1945    | Louis Campenet      |           |         |
| 1945                                     | 1953    | Joseph Courtot      |           |         |
| 1953                                     | 1959    | Maurice Landry      |           |         |
| 1959                                     | 1965    | Alexandre Cuisenier |           |         |
| 1965                                     | 1977    | Elisabeth Malavaux  |           |         |
| 1977                                     | 2001    | Jean Bailly         |           |         |
| 2001                                     | 2014    | Chantal Fricot      |           |         |
| 2014                                     | 2020    | Stéphane Glorieux   |           |         |
| 2020                                     |         | Patrick Combeau     |           |         |

## Équipements et services publics

### Eau et déchets
L'approvisionnement en eau de la commune est assuré par le Syndicat Intercommunal des Eaux du Val de l'Ognon (SIEVO) dont elle est membre depuis 2015.
La collecte des déchets est assurée par la communauté de communes du Val marnaysien.

### Équipements culturels et sportifs
Le village dispose d'une médiathèque installée dans la Maison rouge.

### Enseignement
La commune fait partie de l'académie de Besançon, dans la zone A du calendrier scolaire. Le groupe scolaire Jean de la Fontaine de Pin est une école élémentaire. Selon la carte scolaire pour la rentrée 2023,, la scolarisation des élèves de Pin se fait au collège Albert Mathiez de Marnay (10 km) et aux lycées Augustin Cournot de Gray (30 km) ou Louis Pergaud de Besançon (22 km).

### Postes et télécommunications
Le déploiement du réseau à haut débit par fibre optique à Pin est effectif depuis 2020. Pour l'acheminement du courrier postal, la commune est équipée d'une agence communale et se voit attribuer le code 70150.

### Justice et sécurité
La commune dépend du tribunal judiciaire, du conseil de prud'hommes, du tribunal pour enfants, du tribunal de commerce de Vesoul et du tribunal administratif de Besançon. Elle est rattachée à la cour d'appel de Besançon, à la cour d'assises de la Haute-Saône et du Territoire-de-Belfort et à la cour administrative d'appel de Nancy.
Pin se trouve dans la circonscription de gendarmerie de la brigade de proximité de Marnay.

## Population et société

### Démographie
L'évolution du nombre d'habitants est connue à travers les recensements de la population effectués dans la commune depuis 1793. Pour les communes de moins de 10 000 habitants, une enquête de recensement portant sur toute la population est réalisée tous les cinq ans, les populations de référence des années intermédiaires étant quant à elles estimées par interpolation ou extrapolation. Pour la commune, le premier recensement exhaustif entrant dans le cadre du nouveau dispositif a été réalisé en 2006.

En 2022, la commune comptait 731 habitants, en évolution de +5,94 % par rapport à 2016 (Haute-Saône : −1,4 %, France hors Mayotte : +2,11 %).
| 1793 | 1800 | 1806 | 1821 | 1831 | 1836 | 1841 | 1846 | 1851 |
| ---- | ---- | ---- | ---- | ---- | ---- | ---- | ---- | ---- |
| 610  | 596  | 591  | 563  | 596  | 604  | 663  | 675  | 704  |

| 1856 | 1861 | 1866 | 1872 | 1876 | 1881 | 1886 | 1891 | 1896 |
| ---- | ---- | ---- | ---- | ---- | ---- | ---- | ---- | ---- |
| 616  | 629  | 654  | 577  | 572  | 588  | 572  | 535  | 546  |

| 1901 | 1906 | 1911 | 1921 | 1926 | 1931 | 1936 | 1946 | 1954 |
| ---- | ---- | ---- | ---- | ---- | ---- | ---- | ---- | ---- |
| 503  | 514  | 522  | 444  | 448  | 447  | 405  | 389  | 391  |

| 1962 | 1968 | 1975 | 1982 | 1990 | 1999 | 2006 | 2011 | 2016 |
| ---- | ---- | ---- | ---- | ---- | ---- | ---- | ---- | ---- |
| 385  | 360  | 354  | 426  | 504  | 569  | 689  | 687  | 690  |

| 2021 | 2022 | - | - | - | - | - | - | - |
| ---- | ---- | - | - | - | - | - | - | - |
| 720  | 731  | - | - | - | - | - | - | - |

### Vie associative
Côté associatif, la commune de Pin possède un Orchestre d'harmonie reconnue régionalement et nationalement et qui a fêté en 2015 son 130e anniversaire. En 2014, cet orchestre a obtenu un premier prix au Concours National avec 18/20 et est désormais classé dans la catégorie Excellence.

### Médias et numérique
Le quotidien régional L'Est républicain relate les actualités de la commune dans son édition locale de Vesoul. La chaîne de télévision France 3 Franche-Comté et la station de radio France Bleu Besançon relaient les informations locales.

### Cultes
Les habitants de Pin disposent d'un seul lieu de culte de confession catholique, l'église Saint-Martin. Au sein du diocèse de Besançon, le doyenné de Banlieue - Val de l'Ognon regroupe six paroisses dont celle des Rives de l'Ognon à laquelle appartient Pin, le village accueillant le presbytère de cette paroisse. Pour les autres confessions, les lieux de cultes les plus proches (mosquées, synagogue, temple) sont tous situés à Besançon.

## Économie

### Activités et entreprises
En 2020, 35 emplois salariés sont occupés sur la commune de Pin.

## Culture locale et patrimoine

### Lieux et monuments
Plusieurs bâtiments recensés dans la base Mérimée :
- Le Château de Pin[37], rebâti au XVIIIe siècle (éléments de l'ancien château des XVe et XVIe siècles), inscrit aux monuments historiques.
- Le château rue des douches du XIXe siècle[38].
- L'église Saint-Martin[39] construite de 1737 à 1742 dont le clocher comtois a été reconstruit entre 1771 et 1776 d'après les plans de l'architecte Louis Beuque.
- La Maison rouge, maison du XVIe siècle dans laquelle fut installée une imprimerie en 1630.
- Le pigeonnier[40].
- Deux fontaines[41],[42].
- Des fermes.

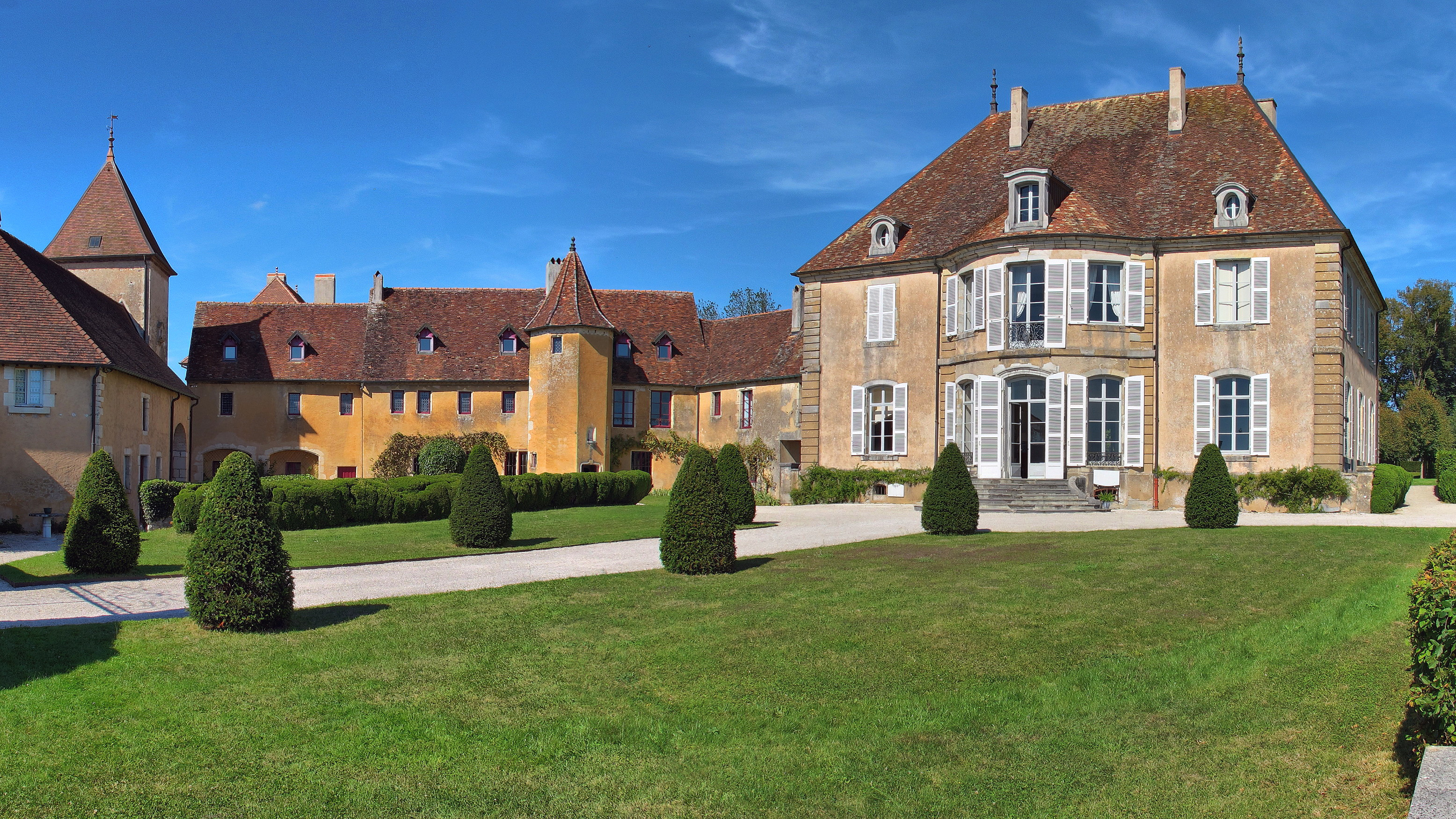
Le château.
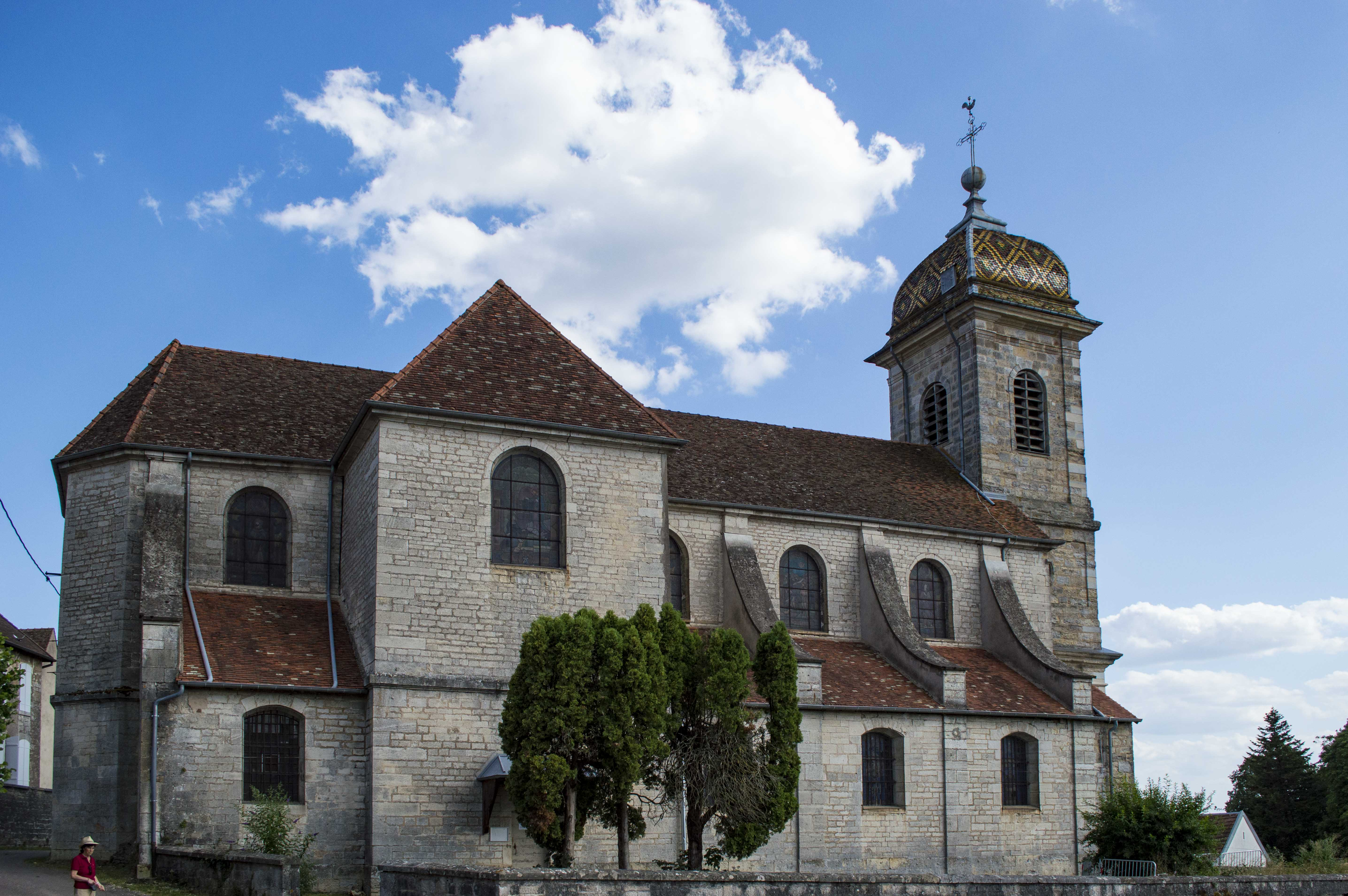
L'église.
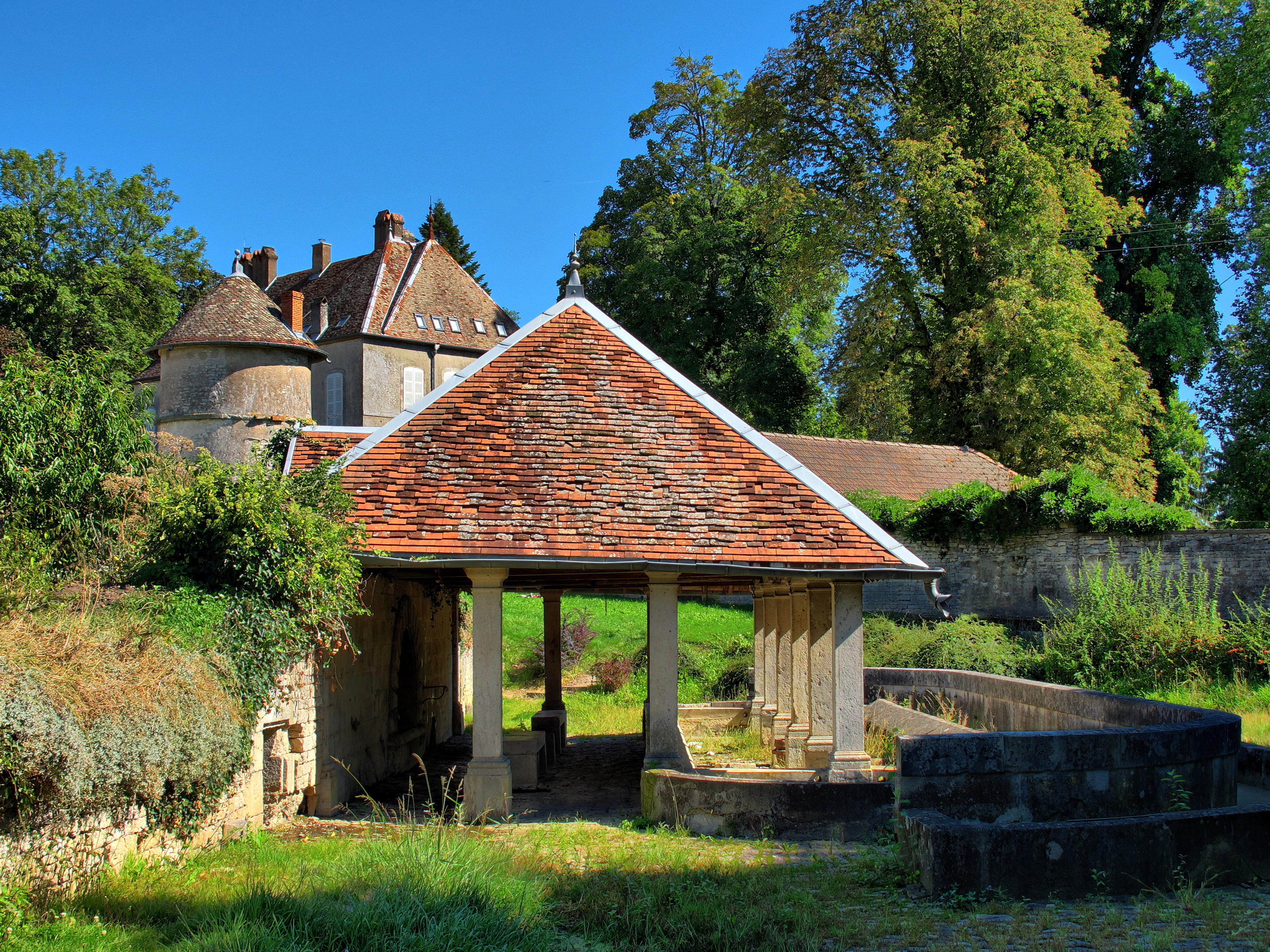
Le grand lavoir-abreuvoir.
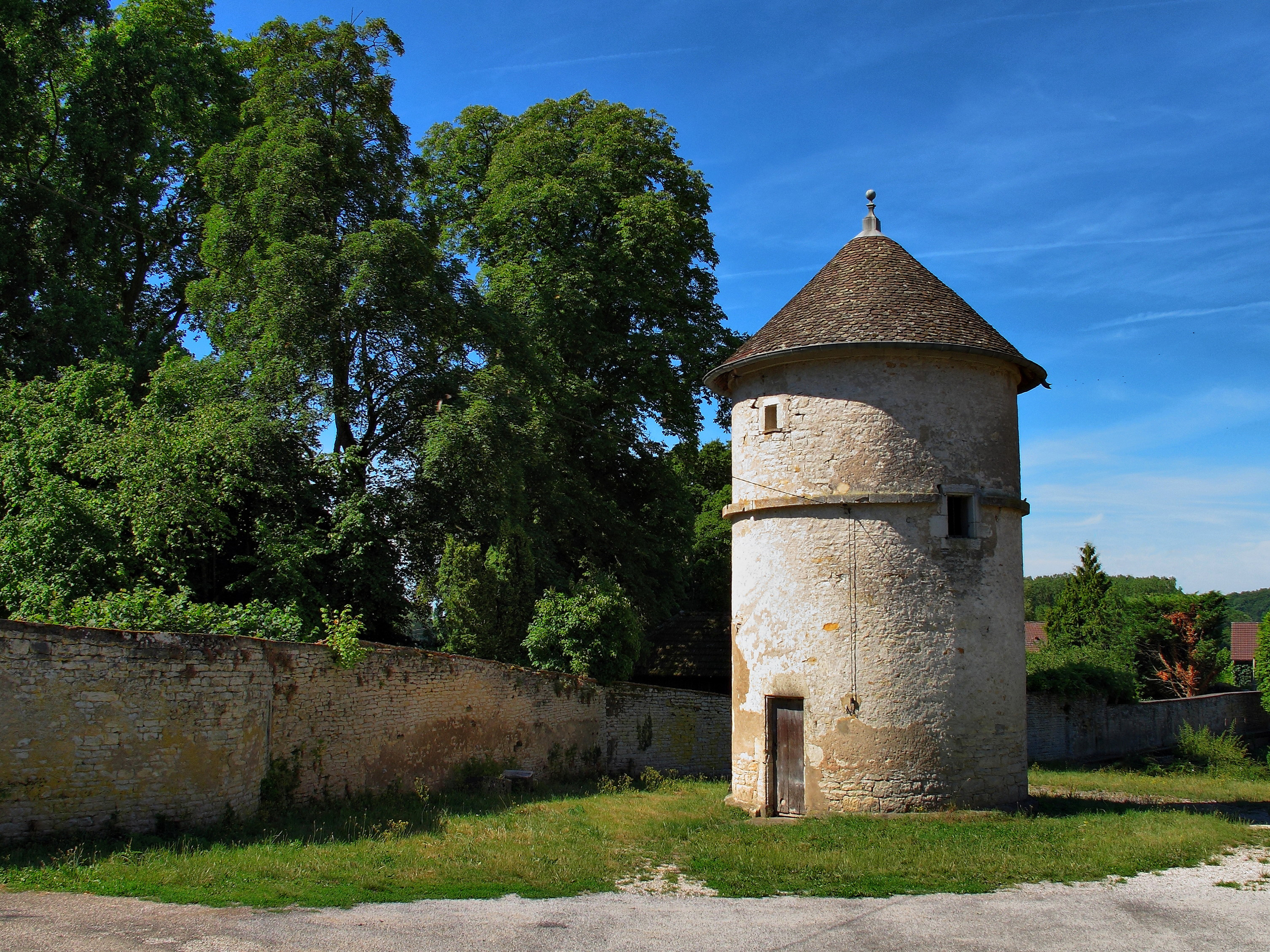
Le pigeonnier.
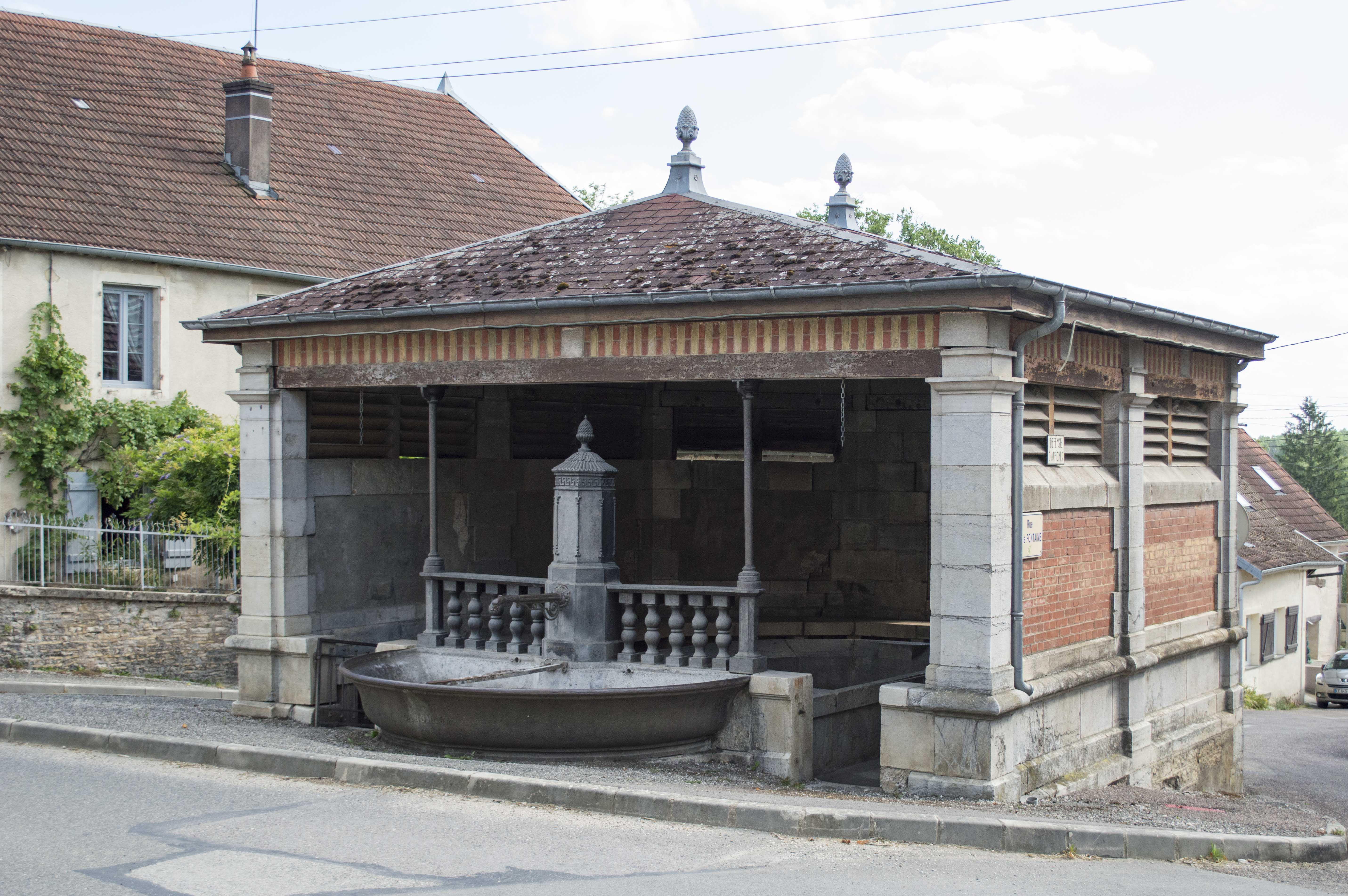
La fontaine du centre.
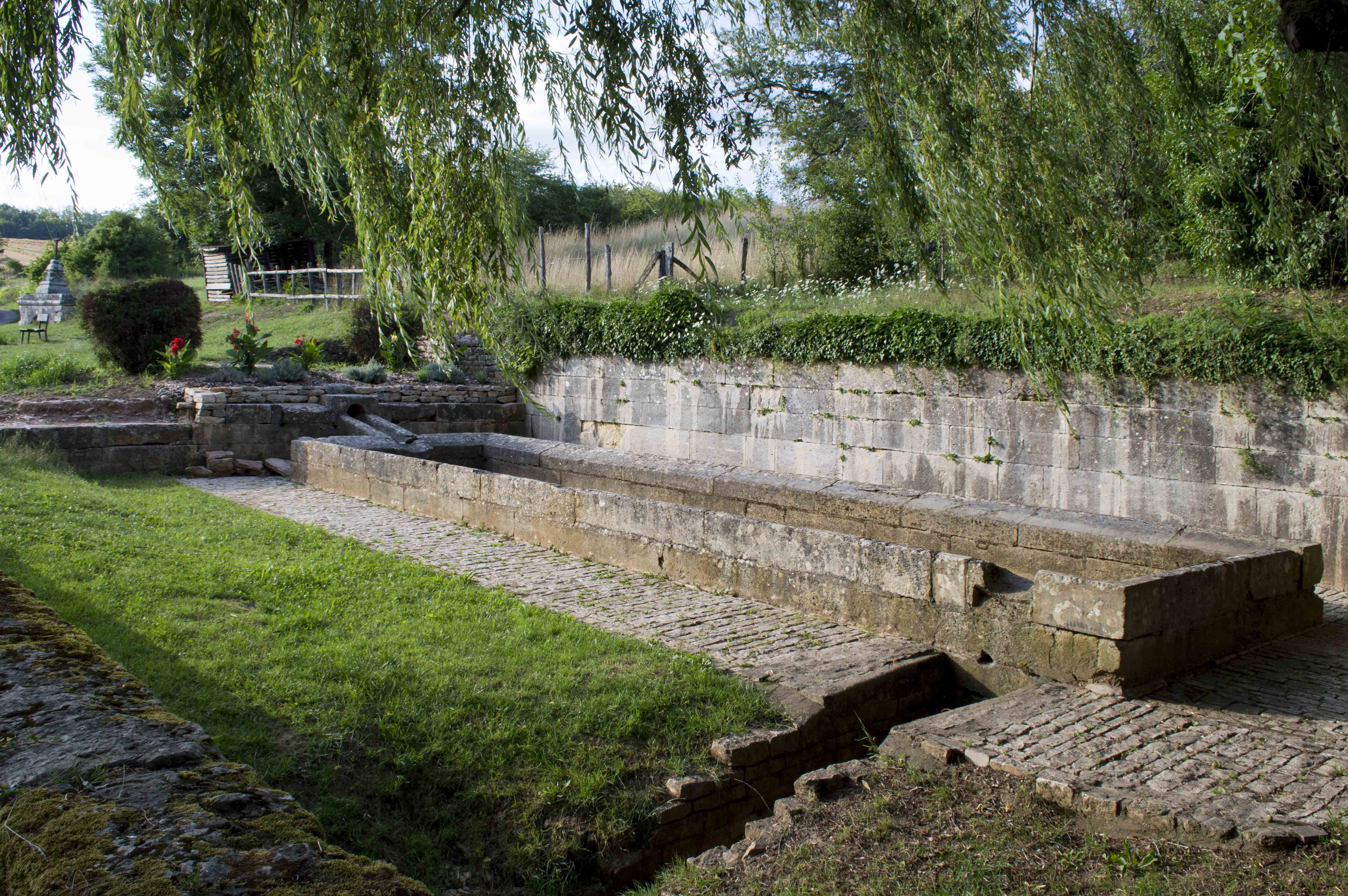
Le lavoir.

### Personnalités liées à la commune
- Perrenin Ménestrier (1566-vers 1640), ancien curé de Pin de 1595 à 1629, auteur de plusieurs ouvrages ascétiques et fondateur d'une imprimerie à Pin qui était située dans la Maison rouge[43],[44].
- Charles Rossignol (1920-1944), Compagnon de la Libération, héros de la France libre lors de la Seconde Guerre mondiale[45],[46], Mort pour la France le 22 septembre 1944 à Villersexel. Il est né et enterré à Pin.